# Morane-Saulnier MS 406

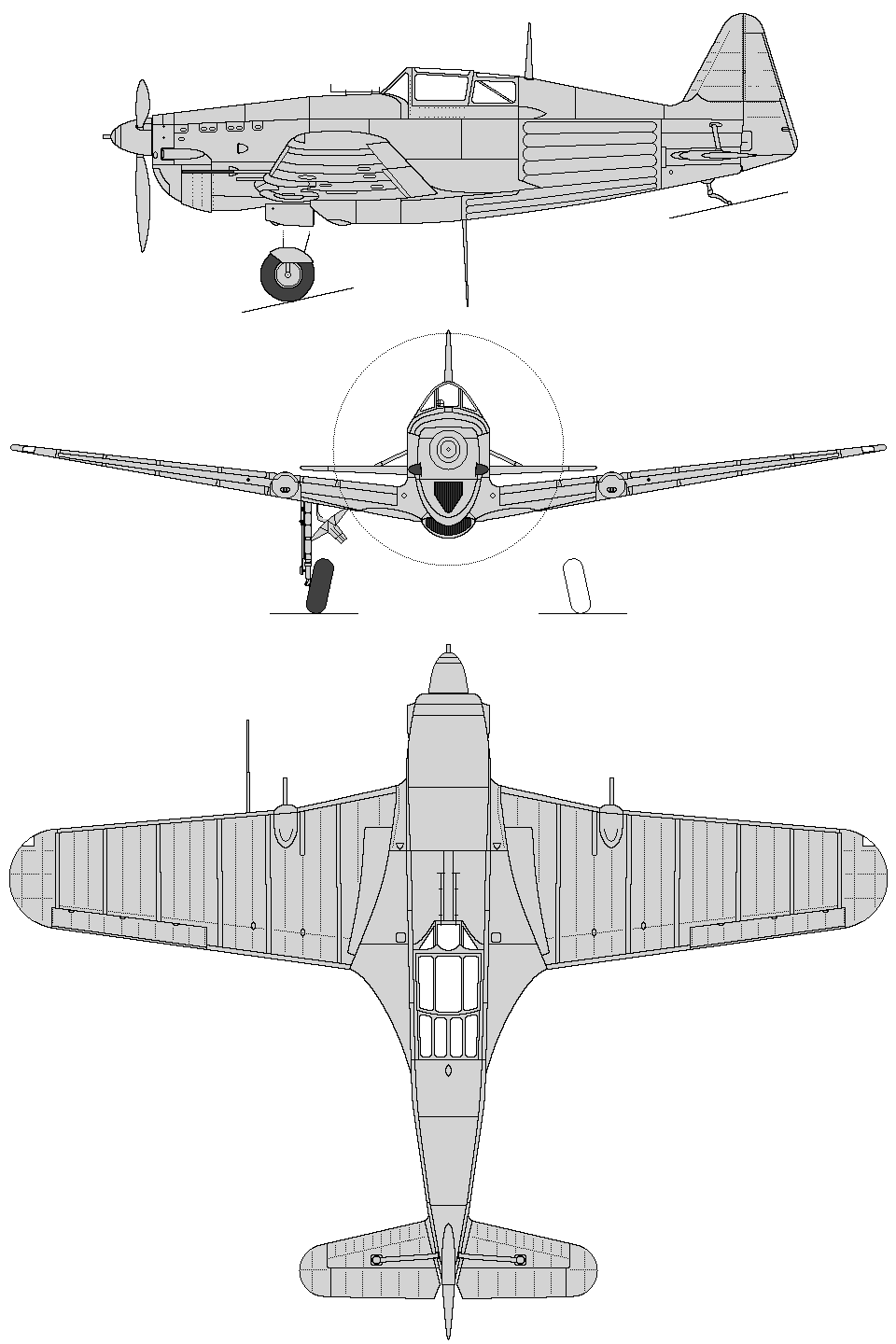
Morane-Saulnier MS 406

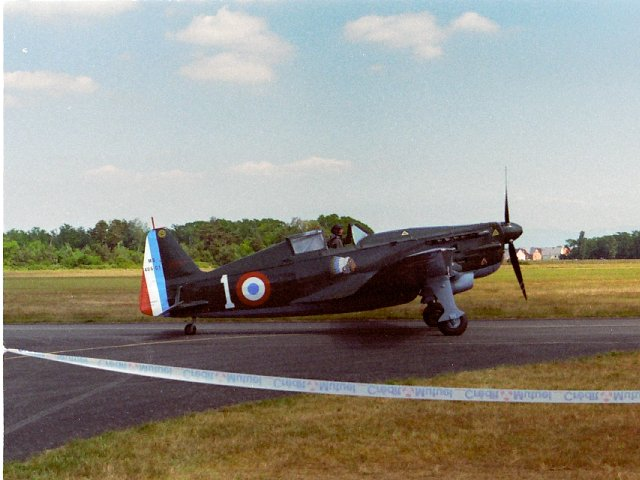
De D-3800, de Zwitserse licentieversie van de MS 406, met een andere, Saurer, motor

De Morane-Saulnier MS 406 was het standaard Franse jachtvliegtuig in mei 1940, tijdens de Slag om Frankrijk.
De voorloper van de MS 406 was de MS 405 uit 1935, een project voor een eenpersoons laagdekker met een inklapbaar landingsgestel. Toen het prototype daarvan een succes bleek, werden er in 1938 1061 besteld van een productieversie, de MS 406. Het type kenmerkte zich door een erg korte staart, een poging het gewicht laag te houden gezien de wat zwakke Hispano-Suiza 12 Y-motor van 860 pk. Desalniettemin was de maximumsnelheid niet hoger dan een 486 km/u, duidelijk lager dan bij zijn tegenstander, de Duitse Messerschmitt Bf 109. De bewapening bestond uit een 20 mm-kanon en twee 7,5 mm-mitrailleuses, zoals de Franse machinegeweren heten.
Twaalf jachtgroepen met een organieke sterkte van 572 waren met de MS 406 uitgerust; vanaf 3 september 1939 tot de wapenstilstand haalden ze 183 Duitse vliegtuigen neer tegen een gevechtsverlies van 130 eigen toestellen; verder gingen 26 vliegtuigen door luchtafweervuur verloren en 34 bij ongelukken.
De totale Franse productie was 1007. Het vliegtuig werd ook in licentie gebouwd door Zwitserland als de D-3800 (74) en aangekocht door Turkije (45), Finland (30) en China (16). Het type is ook nog een tijdje in beeld geweest voor licentieproductie in België maar de onderhandelingen liepen stuk. Een leverantie aan Polen kwam net te laat; het schip met vliegtuigen moest omkeren toen Danzig viel. Na de Franse nederlaag werden de nog resterende toestellen verdeeld over de Duitse bondgenoten zoals Bulgarije en Finland; het Vichy-regime mocht er een aantal blijven vliegen vanuit Noord-Afrika.
In 1939 werd een licht verbeterd type ontworpen met een ander vleugelprofiel zodat de maximumsnelheid steeg tot 509 km/u: de MS 410; hiervan zijn er tot de capitulatie nog net vijf gefabriceerd.